# 通往奴役之路
《通往奴役之路》（英語：The Road to Serfdom）是奥派经济学家弗里德里希·哈耶克于1940~1943年创作的学术著作。自出版起，该書已成为历史上最著名、最受歡迎的自由主義理論書籍之一。截止2010年，该書已被翻譯成超過20種語言出版，累计销量突破二百万本，是二十世纪最具影响力的学术著作之一。
在《通往奴役之路》一书中，哈耶克就实行政府管控的计划经济发出警告，认为此举必将导向极权暴政。他还通过进一步论证指出：若抛弃个人主义和古典自由主义，将导致自由丧失、社会压迫、独裁暴政等不良结果。哈耶克对当时英国学术界风行的“法西斯主义是资本主义对社会主义的抵抗”这一观点进行了驳斥。他认为法西斯主义、纳粹主义和社会主义、共产主义拥有诸多共同点，比如两者都实行中央经济调控、都将国家的地位凌驾于个人之上。
本書最早于1944年3月由劳特里奇出版社在英國出版，同年9月由芝加哥大学出版社在美国出版。由于此书颇受读者欢迎，《读者文摘》(该杂志的特约编辑马克斯·伊斯特曼与哈耶克关系甚密)于1945年4月刊登了简化版，使得该书为大众所知。《展望》杂志在1950年左右出版了加上圖片的版本，後來又由通用汽车公司以小冊子形式大量發放。哈耶克稱要將此書獻給「所有黨派的社會主義者」阅讀。該書的第50週年紀念版本則由米尔顿·弗里德曼（芝加哥经济学派领军人物）撰寫序言。

## 书籍概况

### 书籍写作
哈耶克在20世纪30年代曾向时任伦敦政治经济学院理事威廉·贝弗里奇写了一则备忘录，以反驳当时一个流行的观点，即法西斯主义是失败的资本主义体制垂死挣扎的表现。之后这则备忘录被扩充为一个手册。第二次世界大战期间，哈耶克将这个手册写成了一本书，即《通往奴役之路》。本书主要写于1940至1943年间，关于书名，哈耶克自述:“灵感来自托克维尔的著作The Road to Servitude（通往奴役之路），我本来想直接用它，但觉得听起来不好听。于是，我把'servitude'换成了现在的'serfdom'（農奴制），纯粹是为了发音的原因。”

### 书籍出版
这本书最初于1944年3月在英国由劳特里奇出版社出版。哈耶克又把手稿寄给了三家美国出版社，但都遭到了拒绝。最终，在美国经济学家、法学家亚伦·戴雷科特的努力下，该书于1944年9月由芝加哥大学出版社出版。芝加哥大学出版社预计这本书的销量在900到3000本之间，但最初印刷的2000本很快就销售一空，6个月内就卖出了30000本，至2007年芝加哥大学出版社估计销量超过35万册。
这本书的20页版本随后发表在1945年4月的《读者文摘》上，出版量达到几百万册。1945年和1946年还出版了95页的删节本。1945年2月，Look杂志出版了一本图画书，后来制成小册子，由通用汽车公司分发。这本书已被翻译成大约20种语言，并献给"所有政党的社会主义者"。50周年纪念版的序言由1976年诺贝尔经济学奖得主米尔顿·弗里德曼撰写。

### 中文译本
本書初次中译，是黄尚仁節译，以《统制与自由之辩》为名，在江西《民国日报》於1946年1月10、11日和14日、15日分期连载。
本書有五個中文译本出版:
1. 1962年滕維藻、朱宗風譯，商務印書館，本書為內部讀物，為的是“把這本充滿毒素的書翻譯出來，目的也是想供學術界瞭解和批判現代資產階級反動經濟理論時作為參考。”[11]
2. 1967年由殷海光譯的版本《到奴役之路》，由文星書店出版。[12]
3. 1985年張尚德翻譯，由桂冠出版的全譯本《到奴役之路》。[13]
4. 1990年再版，由殷海光節譯並加註眉批的版本《到奴役之路》，亦為桂冠出版。[14]國立臺灣大學出版中心2009年也將本書作為殷海光全集的一部分出版。[15]
5. 王明毅和冯兴元翻译，由中国社会科学出版社1997出版《通往奴役之路》。

## 书籍内容

### 論點
哈耶克在書中闡述道，所有的集體主義社會，從希特勒的國家社會主義到斯大林的共產主義，都無可避免地會邁向專制極權。哈耶克认为，包括英美在内的西方民主国家“逐步放弃了经济事务中的这种自由”，威胁到了个人的政治自由。社会错误地试图通过中央计划来确保持续繁荣，这不可避免地导致极权主义。“我们实际上正在摒弃那些产生不可预见结果的力量，用所有社会力量的集体和‘有意识’的方向来取代市场机制，以达到有意选择的目标。”哈耶克认为，社会主义虽然被视为确保平等的一种手段，但它是通过“约束和奴役”来实现的，而“民主在自由中寻求平等”。「为達目的而不擇手段在個人主義倫理學看來是對於所有道德的否定。但那在集體主義的倫理學裡卻成為了最高的原則。」
哈耶克主張，自由市场的竞争优于强制性的规划，因为自由市场是唯一可以协调人类活动而同时免受权威强制或任意干预的手段。實行中央計劃的經濟體制必須有一個小團體決定資源和產品的分配和發放，由於沒有市場機制和自由價格機制，這個小團體無從得知正確的资源需求情報，也因此根本無法做出正確的決策來分配資源和產品。對於經濟計畫在實踐上的不同意見、加上中央計畫者在分配物資上的不斷失敗，最後將導致計畫者開始運用高壓的強迫力量，以維持計畫的實行或起碼維持一個保守穩定的狀態。哈耶克進一步主張，社會大眾會感覺計畫的失敗是因為國家權力不夠、無法有效推行目標所造成的，這樣的感覺會使大眾開始投票支持中央集權，並會支持那些看似「可以讓計畫付諸實現」的「強人」攫取政治權力。哈耶克主張，在經過這一連串的惡化後，一個國家將會無可避免地轉變為極權主義。
不過，哈耶克在書中也提及了：「對於那樣的計劃經濟的批評，是不能與完全教條式的自由放任態度混為一談的。」哈耶克在《通往奴役之路》一書中的確支持政府對於郵政、道路、污染、和工廠噪音等的管制。哈耶克提出，“應通過立法防止欺诈和欺骗（包括利用无知），因為這是市场正常运作的最基本的先决条件”。他也认为，“国家也没有任何理由不帮助建立一个全面的社会保险制度，为那些很少有人能够提供充分保障的共同的生命危险提供保障”，并且指出“在任何可以合理辩护的制度中，国家都不会袖手旁观”。

### 目錄
1. 被放棄的道路
19世紀末至20世紀初期，自由放任原則在歐洲各國被逐漸拋棄
2. 烏托邦
新興的社會主義宣傳超越消極自由的「積極自由」，許多自由主義者也被轉變了
3. 個人主義和集體主義
社會主義主張集體超過個人，個人的重要性逐漸遭抹滅
4. 計畫的必然結果
經濟的中央計畫，導致經濟決策越來越集中
5. 計畫和民主
社會主義以民主為口號，擴張民主決策的事務範疇，卻忽略了民主並無法解決公眾以外的大小事務
6. 計畫和法治
法治原為個人自由的屏障，由於無限制的立法擴張，現在卻一步一步侵蝕個人自由
7. 經濟控制和極權主義
經濟自由的毀滅，無可避免地導致個人和政治自由的毀滅
8. 哪些人？
失去了自由的平等，便是奴隶与奴隶之间的平等
9. 安全和自由
「安全」的涵義被逐漸延伸，不再限於免受侵犯的安全，而是連免於貧窮失業的安全也包含在內
10. 為何邪惡崛起
無論攫取到權力的是誰，絕對的權力必然轉變為絕對的腐敗
11. 真理的終結
在集體主義統治下，異議的言論逐漸消失殆盡
12. 納粹主義的社會主義根基
自由主義在德國滅絕，納粹和社會主義同時崛起
13. 極權者就在我們之中
各種強調政府干預的黨派運動可能出自善意，但最後都會邁向極權
14. 物質條件和理想目標
集體主義強行替每個人設定理想的生活目標，經濟自由被摧毀後，個人生涯完全身不由己
15. 國際秩序的前景
若將經濟計畫進一步擴展到國際尺度，同樣的失敗和衝突一樣會產生，只不過這次帶來的會是國際性戰爭和極權
16. 總結

## 社会反响
哈耶克的對手——约翰·梅纳德·凯恩斯在讀了《通往奴役之路》一書後評論道：「就我來看這是一本偉大的書……在道德上和哲學上我都不由自主地同意了書中幾乎所有論點：不只是同意之，而是深深地被其說服。」依據麥美倫的描述，温斯顿·丘吉尔在讀完這本書後「更加憂心工黨政府上台的後果」。他並且在1945年的選舉廣播中提出警告，稱社會主義政府「將會變成某種形式的盖世太保」。邱吉爾的對手克莱门特·艾德礼則在選舉廣播中反擊邱吉爾所說的只不過是「奧地利教授弗里德里希·哈耶克的二手學術觀點」。當時還處於戰時物資匱乏的狀態，但保守党的競選總部仍特地調出1.5噸的寶貴紙張以印製更多的《通往奴役之路》。
米尔顿·弗里德曼称赞“《通往奴役之路》是我们这个时代最伟大的著作之一。他的著作是最伟大的，我只有赞美。我确实觉得，《通往奴役之路》让他找到了自己正确的天职——自己恰当的专业”。